# Gosibius escabosanus
Gosibius escabosanus är en mångfotingart som beskrevs av Chamberlin 1943. Gosibius escabosanus ingår i släktet Gosibius och familjen stenkrypare. Inga underarter finns listade i Catalogue of Life.